# Duare vára
Duare vára (horvátul: Zadvarska tvrđava) egy középkori várrom Horvátországban, a Split-Dalmácia megyei Zadvarje település határában.

## Fekvése
A vár a mai Zadvarjétól délre, a Cetina nagy kanyarulata felett, egy sziklás magaslat északi (enyhébb) lejtőjén található.

## Története
Duare várát Stjepan Vukčić-Kosača bosnyák herceg építtette 1450 körül annak a fontos kereskedelmi útnak a védelmére, amely a közép-dalmáciai tengerpartról Dalmácia belső részei felé vezetett. A herceg a velenceiek élénk tiltakozása ellenére kezdett vár és a Cetinán átívelő híd építésébe. A vár építését siettette a fokozódó török veszély is. Az építés befejezése mindenképpen 1482 előtt történt mert az ekkor keltezett Poljicai statutum már várként említi, melyet a 15. század végi és 16. század eleji források is megerősítenek. A török-velencei háborúk során ez a terület hosszú ideig a senki földje volt, az 1503-ban a szultán és dózse között kötött béke értelmében azonban török kézre került. A lakosság nagy része már korábban délre a tengermellékre, főként Poljica, Kaštel és a Brać-sziget környékére menekült. 
1572-ben a poljicai születésű Ugrinović püspök török ellenes felkelést robbantott ki, melynek során rövid időre a térség velencei kézre került. 1573-ban azonban már újra török kézen volt és a török hadak végigpusztították vidékét. 1646-ban Szent Bertalan napján is felszabadult rövid időre, de az ezt követő békében újra a töröké lett. Az egyik legnagyobb összecsapás 1652-ben zajlott le, melynek során Krsto Zavoreo és Juraj Papalić vezetésével háromezer keresztény katona indult Duare várának elfoglalására. Először Sliménél, majd a radobiljai Katunnál is szétvertek egy török sereget, ezt követően pedig elfoglalták a várat, mely ezúttal is gyorsan visszakerült török kézre. 
Végleges felszabadítása csak 1684-ben történt meg. Már a következő évben 1685-ben nagy török had táborozott a radobiljai területen valószínűleg Katuni-Šestanovac-Žeževica térségében és Duare várának nagy török ostromot kellett elszenvednie. Akkori kapitánya a spalatói Agostino Tartaglia azonban váratlanul kitört a várból és a pánikba esett ellenség elmenekült. A vár a török veszély megszűnésével elveszítette jelentőségét, a várkápolna azonban még a 19. század elejéig használatban volt.

## A vár mai állapota
A várnak szinte szabályos háromszög alaprajza van, amelyet az északnyugati és az északkeleti sarkán tornyok erősítenek. A legjobban megőrzött a déli és a nyugati fal a, míg az északi fal felső részét szinte teljesen lebontották. A belső térben több kisebb épület alapfalai megőrződtek. Nagy károkat okoztak ezekben a létesítményekben a későbbi beavatkozások, amelyek valószínűleg a második világháború és az olasz megszállás alatt történtek. Az olasz hadsereg ugyanis a várban és annak környékén több tüzérségi állást létesített. Ezek a beavatkozások egyértelműen eltérnek az eredeti falaktól, melyet a cementnek a falazatban való felhasználása mutat. A bunkereket a falak és tornyok egyes részeiben építették ki (az északi fal keleti része, a nyugati fal déli része, északkeleti torony). A déli fal teljes hosszában, körülbelül 33 méter hosszban megmaradt. A fal mindkét oldala meglehetősen durván faragott kő, amelyet nem sorokban raktak. A kitöltés kisebb durva kőből és rengeteg mészhabarcsból készült. Hasonló technikát alkalmaztak más falakon és tornyokon, valamint a belső tér és a vár körüli épületeknél is. A déli fal külső felülete meglehetősen jól megőrzött, de a belső oldala nagyon veszélyeztetett. A legnagyobb problémát a két sorban elrendezett és cikk-cakk vonalban elrendezett puskalőrések jelentik. A déli fal tetején egy viszonylag alacsony mellvéd és egy keskeny járat részben megmaradt. Szintén jól megmaradt a nyugati fal, kivéve a legdélibb végét, ahol a déli fal kereszteződésénél egy olasz bunker építésével lebontották. A nyugati fal mellvédje csak töredékesen látható a fal tetején. A déli részen a falon belül (abban a sarokban, amelyet a fal a délnyugati részen lévő helyiséggel alkot) egy, a mellvédhez vezetett kőlépcső része vagy a kő és a fa lépcső kombinációja és egy szoba bejárata látható. Az északi fal a legszilárdabb építés ellenére nagyon gyenge állapotában maradt meg. Szinte az egész felső része hiányzik, míg az alsó része többnyire a föld alatt található.
A várat három torony védte, két torony a falak sarkain, egy pedig a délnyugati sarkon belül egy egy félkör alakú fal megépítésekor létesült. A velencei rajzokon ez a rész külön kerek toronyként van megrajzolva, de valójában nem az. A vár védelmének nagy részét az északnyugati torony adta. Mivel a legalacsonyabbra épült az erőd legveszélyeztetettebb pontja volt. Ez egy hengeres torony, amelynek a kupoladob része és néhány lőrése maradt fenn. A torony bejárata belülről volt a kupoladob belsejében a földszinten. Megmaradt magassága mintegy 9 méter. A toronytól néhány méterre északra egy körülbelül 3 x 3 m nagyságú négyzet alakú fal látható, amelyből csak az alapok őrződtek meg. Úgy tűnik, hogy egyedül állt, az északnyugati toronyhoz vagy az északi falhoz nem kapcsolódva. Az északkeleti torony szabálytalan, kerek alaprajzú, faragott kőből épült sok habarccsal. A torony déli részének a legjobban megőrzött (kb. 3,5 méter magas) külső palástján látható négy lőrés. A torony felépítésének technikája és a lőrések építésének módja nagyon hasonlít a falakéhoz. Az északi torony valószínűleg kétszintes volt. Az ásatás során feltárták a torony bejáratát, melyből csak a küszöb maradt. A vár belsejében lévő épületekből kevés őrződött meg és leginkább csak az alapfalak láthatók, funkciójukat csak egy feltárás tisztázhatná. A falakon belül az őrség és a kapitány szállásai, egy kápolna, ciszterna, fegyverraktár és lőportár volt. Amikor a 16. század elején török kézre került új urai tőle a keletre fekvő Avala és Poletnica tornyaival erősítették meg. A sorozatos ostromok következtében súlyosan megrongálódott. Ezt követően fából épített paliszáddal, alsó részén pedig kőfallal vették körül. Déli oldalán az utazók számára kis betérőt építettek. Felújítása 2004-ben kezdődött.